# Vòmit en pòsit de cafè
El vòmit en pòsit de cafè es refereix a un aspecte particular de vòmit. Dins de les molècules d'hemo dels glòbuls vermells es troba l'element ferro, que s'oxida després de l'exposició a l'àcid del suc gàstric. Aquesta reacció fa que el vòmit sembli el pòsit de cafè. El vòmit en pòsit de cafè és un signe de probable sagnat digestiu alt.